# Liste d'espèces eubactériennes dont le génome est séquencé
Cette liste d'espèces eubactériennes dont le génome est séquencé (qui peut ne pas être à jour) présente une liste d'espèces d'Eubacteria dont le génome a été séquencé. La plupart de ces séquences ont été publiées dans des bases de données biologiques de séquences, et se trouvent en général dans la base de données publique INSDB (pour International Nucleotide Sequence Database Collaboration, en anglais), laquelle peut-être consultée sur Internet. 
Les génomes ci-dessous annotés comme "non publiés" n'ont pas été publiés dans une publication scientifique à comité de lecture (mais sont généralement disponibles dans une base de données).

## Chlorobacteria
| Espèce                  | Souche | Type                          | Nombre de paires de bases | Nombre de gènes | Référence |
| ----------------------- | ------ | ----------------------------- | ------------------------- | --------------- | --------- |
| Dehalococcoides etheno  | 195    | Chloroflexi Dehalococcoidetes | 1,469,720                 | 1,580           | [ 2 ]     |
| Dehalococcoides species | CBDB1  | Chloroflexi Dehalococcoidetes | 1,395,502                 | 1,458           | [ 3 ]     |

## Hadobacteria
| Espèce                   | Souche       | Type                           | Nombre de paires de bases | Nombre de gènes | Référence  |
| ------------------------ | ------------ | ------------------------------ | ------------------------- | --------------- | ---------- |
| Deinococcus geothermalis | DSM11300     | Deinococcus-Thermus Deinococci | 2,467,205                 | 2,335           | Non publié |
| Deinococcus radiodurans  | R1           | Deinococcus-Thermus Deinococci | 2,648,638                 | 2,579           | [ 4 ]      |
| Non spécifié             | Non spécifié | Deinococcus-Thermus Deinococci | 412,348                   | 357             | [ 4 ]      |
| Thermus thermophilus     | HB27         | Deinococcus-Thermus Deinococci | 1,894,877                 | 1,982           | [ 5 ]      |
| Thermus thermophilus     | HB8          | Deinococcus-Thermus Deinococci | 1,849,742                 | 1,973           | Non publié |

## Cyanobacteria
| Espèce                        | Souche       | Type                        | Nombre de paires de bases | Nombre de gènes | Référence  |
| ----------------------------- | ------------ | --------------------------- | ------------------------- | --------------- | ---------- |
| Anabaena nostoc               | PCC7120      | Cyanobacteria Nostocales    | 6,413,771                 | 5,368           | [ 6 ]      |
| Anabaena variabilis           | ATCC29413    | Cyanobacteria Nostocales    | 6,365,727                 | 5,039           | Non publié |
| Cyanobacteria bacterium       | YellowstoneA | Cyanobacteria Chroococcales | 2,932,766                 | 2,760           | [ 7 ]      |
| Cyanobacteria bacterium       | YellowstoneB | Cyanobacteria Chroococcales | 3,046,682                 | 2,862           | [ 7 ]      |
| Gloeobacter violaceus         | PCC7421      | Cyanobacteria Gloeobacteria | 4,659,019                 | 4,430           | [ 8 ]      |
| Prochlorococcus marinus       | MED4         | Cyanobacteria Prochlorales  | 1,657,990                 | 1,716           | [ 9 ]      |
| Prochlorococcus marinus       | MIT9312      | Cyanobacteria Prochlorales  | 1,709,204                 | 1,809           | Non publié |
| Prochlorococcus marinus       | MIT9313      | Cyanobacteria Prochlorales  | 2,410,873                 | 2,273           | [ 9 ]      |
| Prochlorococcus marinus       | NATL2A       | Cyanobacteria Prochlorales  | 1,842,899                 | 1,890           | Non publié |
| Prochlorococcus marinus       | SS120        | Cyanobacteria Prochlorales  | 1,751,080                 | 1,882           | [ 10 ]     |
| Synechococcus elongatus       | PCC6301      | Cyanobacteria Chroococcales | 2,696,255                 | 2,525           | Non publié |
| Synechococcus elongatus       | PCC7942      | Cyanobacteria Chroococcales | 2,695,903                 | 2,611           | Non publié |
| Synechococcus sp              | WH8102       | Cyanobacteria Chroococcales | 2,434,428                 | 2,526           | [ 11 ]     |
| Synechococcus species         | CC9605       | Cyanobacteria Chroococcales | 2,510,659                 | 2,638           | Non publié |
| Synechococcus species         | CC9902       | Cyanobacteria Chroococcales | 2,234,828                 | 2,304           | Non publié |
| Synechocystis species         | PCC6803      | Cyanobacteria Chroococcales | 3,573,470                 | 3,167           | [ 12 ]     |
| Thermosynechococcus elongatus | bp1          | Cyanobacteria Chroococcales | 2,593,857                 | 2,475           | Non publié |

## Gracilicutes

### Spirochaetes
| Espèce                 | Souche       | Type         | Nombre de paires de bases | Nombre de gènes | Référence |
| ---------------------- | ------------ | ------------ | ------------------------- | --------------- | --------- |
| Borrelia burgdorferi   | B31          | Spirochaetes | 910,724                   | 850             | [ 13 ]    |
| Borrelia garinii       | PBi          | Spirochaetes | 904,246                   | 832             | [ 14 ]    |
| Leptospira interrogans | 56601        | Spirochaetes | 4,332,241                 | 4,358           | [ 15 ]    |
| Non spécifié           | Non spécifié | Spirochaetes | 358,943                   | 367             | [ 15 ]    |
| Leptospira interrogans | FiocruzL1130 | Spirochaetes | 4,277,185                 | 3,394           | [ 16 ]    |
| Non spécifié           | Non spécifié | Spirochaetes | 350,181                   | 264             | [ 16 ]    |
| Treponema denticola    | ATCC35405    | Spirochaetes | 2,843,201                 | 2,767           | [ 17 ]    |
| Treponema pallidum     | Nichols      | Spirochaetes | 1,138,011                 | 1,031           | [ 18 ]    |

### Sphingobacteria

#### Bacteroidetes
| Bacteroides fragilis         | NCTC9343 | Bacteroidetes/Chlorobi Bacteroidetes | 5,205,140 | 4,260 | [ 19 ]     |                        |           |                                 |           |  |            |
| Bacteroides fragilis         | YCH46    | Bacteroidetes/Chlorobi Bacteroidetes | 5,277,274 | 4,578 | Non publié |                        |           |                                 |           |  |            |
| Bacteroides thetaiotaomicron | VPI5482  | Bacteroidetes/Chlorobi Bacteroidetes | 6,260,361 | 4,778 | [ 20 ]     |                        |           |                                 |           |  |            |
| Chlorobium chlorochromatii   | CaD3     | Bacteroidetes/Chlorobi Chlorobi      | 2,572,079 | 2,002 | Non publié |                        |           |                                 |           |  |            |
| Chlorobium tepidum           | TLS      | Bacteroidetes/Chlorobi Chlorobi      | 2,154,946 | 2,255 | [ 21 ]     | Cytophaga hutchinsonii | ATCC33406 | Bacteroidetes/Chlorobi Chlorobi | 4,433,218 |  | Non publié |
| Pelodictyon luteolum         | DSM273   | Bacteroidetes/Chlorobi Chlorobi      | 2,364,842 | 2,083 | Non publié |                        |           |                                 |           |  |            |
| Porphyromonas gingivalis     | W83      | Bacteroidetes/Chlorobi Bacteroidetes | 2,343,476 | 1,909 | [ 22 ]     |                        |           |                                 |           |  |            |
| Salinibacter ruber           | DSM13855 | Bacteroidetes/Chlorobi Bacteroidetes | 3,551,823 | 2,801 | [ 23 ]     |                        |           |                                 |           |  |            |

### Exoflagellata

#### Planctomycetales
| Espèce                 | Souche  | Type                            | Nombre de paires de bases | Nombre de gènes | Référence  |
| Rhodopirellula baltica | strain1 | Planctomycetes Planctomycetacia | 7,145,576                 | 7,325           | Non publié |

#### Chlamydiae
| Espèce                   | Souche | Type                                  | Nombre de paires de bases | Nombre de gènes | Référence  |
| ------------------------ | ------ | ------------------------------------- | ------------------------- | --------------- | ---------- |
| Chlamydia muridarum      | Nigg   | Chlamydiae/Verrucomicrobia Chlamydiae | 1,072,950                 | 904             | [ 24 ]     |
| Chlamydia trachomatis    | AHAR13 | Chlamydiae/Verrucomicrobia Chlamydiae | 1,044,459                 | 911             | [ 25 ]     |
| Chlamydia trachomatis    | DUW    | Chlamydiae/Verrucomicrobia Chlamydiae | 1,042,519                 | 894             | [ 26 ]     |
| Chlamydophila abortus    | S26-3  | Chlamydiae/Verrucomicrobia Chlamydiae | 1,144,377                 | 961             | [ 27 ]     |
| Chlamydophila caviae     | GPIC   | Chlamydiae/Verrucomicrobia Chlamydiae | 1,173,390                 | 998             | [ 28 ]     |
| Chlamydophila felis      | FeC56  | Chlamydiae/Verrucomicrobia Chlamydiae | 1,166,239                 | 1,005           | Non publié |
| Chlamydophila pneumoniae | AR39   | Chlamydiae/Verrucomicrobia Chlamydiae | 1,229,853                 | 1,110           | [ 24 ]     |
| Chlamydophila pneumoniae | CWL029 | Chlamydiae/Verrucomicrobia Chlamydiae | 1,230,230                 | 1,052           | [ 29 ]     |
| Chlamydophila pneumoniae | J138   | Chlamydiae/Verrucomicrobia Chlamydiae | 1,226,565                 | 1,069           | [ 30 ]     |
| Chlamydophila pneumoniae | TW183  | Chlamydiae/Verrucomicrobia Chlamydiae | 1,225,935                 | 1,113           | Non publié |
| Parachlamy diaspecies    | UWE25  | Chlamydiae/Verrucomicrobia Chlamydiae | 2,414,465                 | 2,031           | [ 31 ]     |

#### Acidobacteria
| Espèce                       | Souche       | Type          | Nombre de paires de bases | Nombre de gènes | Référence  |
| ---------------------------- | ------------ | ------------- | ------------------------- | --------------- | ---------- |
| Acidobacteria bacterium      | Ellin345     | Acidobacteria | 5,650,368                 | 4,777           | Non publié |
| Bifidobacterium longum       | NCC2705      | Acidobacteria | 2,256,640                 | 1,727           | [ 32 ]     |
| Corynebacterium diphtheriae  | NCTC13129    | Acidobacteria | 2,488,635                 | 2,320           | [ 33 ]     |
| Corynebacterium diphtheriae  | NCTC13129    | Acidobacteria | 2,488,635                 | 2,320           | [ 33 ]     |
| Corynebacterium efficiens    | YS314        | Acidobacteria | 3,147,090                 | 2,942           | [ 34 ]     |
| Corynebacterium glutamicum   | ATCC13032    | Acidobacteria | 3,309,401                 | 3,099           | Non publié |
| Non spécifié                 | Non spécifié | Acidobacteria | 3,282,708                 | 3,058           | [ 35 ]     |
| Corynebacterium jeikeium     | K411         | Acidobacteria | 2,462,499                 | 2,104           | [ 36 ]     |
| Frankia species              | CcI3         | Acidobacteria | 5,433,628                 | 4,499           | Non publié |
| Leifsonia xyli               | CTCB07       | Acidobacteria | 2,584,158                 | 2,030           | Non publié |
| Mycobacterium avium          | k10          | Acidobacteria | 4,829,781                 | 4,350           | [ 37 ]     |
| Mycobacterium bovis          | AF212297     | Acidobacteria | 4,345,492                 | 3,953           | [ 38 ]     |
| Mycobacterium leprae         | TN           | Acidobacteria | 3,268,203                 | 2,720           | [ 39 ]     |
| Mycobacterium tuberculosis   | CDC1551      | Acidobacteria | 4,403,837                 | 4,189           | Non publié |
| Mycobacterium tuberculosis   | H37Rv        | Acidobacteria | 4,411,532                 | 3,999           | [ 40 ]     |
| Nocardia farcinica           | IFM10152     | Acidobacteria | 6,021,225                 | 5,683           | [ 41 ]     |
| Propionibacterium acnes      | KPA171202    | Acidobacteria | 2,560,265                 | 2,297           | Non publié |
| Rubrobacter xylanophilus     | DSM9941      | Acidobacteria | 3,225,748                 | 3,140           | Non publié |
| Streptomyces avermitilis     | MA4680       | Acidobacteria | 9,025,608                 | 7,577           | [ 42 ]     |
| Streptomyces coelicolor      | A3           | Acidobacteria | 8,667,507                 | 7,825           | [ 43 ]     |
| Symbiobacterium thermophilum | Strain       | Acidobacteria | 3,566,135                 | 3,337           | [ 44 ]     |
| Thermobifida fusca           | YX           | Acidobacteria | 3,642,249                 | 3,110           | Non publié |
| Tropheryma whippelii         | TW0827       | Acidobacteria | 925,938                   | 784             | Non publié |
| Tropheryma whippelii         | Twist        | Acidobacteria | 927,303                   | 808             | [ 45 ]     |

#### Aquificales
| Espèce           | Souche | Type                | Nombre de paires de bases | Nombre de gènes | Référence |
| ---------------- | ------ | ------------------- | ------------------------- | --------------- | --------- |
| Aquifex aeolicus | VF5    | Aquificae Aquificae | 1,551,335                 | 1,522           | [ 46 ]    |

## Thermotogales
| Espèce              | Souche | Type        | Nombre de paires de bases | Nombre de gènes | Référence |
| ------------------- | ------ | ----------- | ------------------------- | --------------- | --------- |
| Thermotoga maritima | MSB8   | Thermotogae | 1,860,725                 | 1,846           | [ 47 ]    |

## Fusobacteriales
| Espèce                  | Souche    | Type                      | Nombre de paires de bases | Nombre de gènes | Référence |
| ----------------------- | --------- | ------------------------- | ------------------------- | --------------- | --------- |
| Fusobacterium nucleatum | ATCC25586 | Fusobacteria Fusobacteria | 2,174,500                 | 2,067           | [ 48 ]    |

## Posibacteria

### Endobacteria

#### Mollicutes
| Espèce                   | Souche    | Type                  | Nombre de paires de bases | Nombre de gènes | Référence  |
| ------------------------ | --------- | --------------------- | ------------------------- | --------------- | ---------- |
| Mesoplasma florum        | L1        | Firmicutes Mollicutes | 793,224                   | 683             | Non publié |
| Mycoplasma capricolum    | ATCC27343 | Firmicutes Mollicutes | 1,010,023                 | 812             | Non publié |
| Mycoplasma gallisepticum | R         | Firmicutes Mollicutes | 996,422                   | 726             | [ 49 ]     |
| Mycoplasma genitalium    | G37       | Firmicutes Mollicutes | 580,076                   | 476             | [ 50 ]     |
| Mycoplasma hyopneumoniae | 232       | Firmicutes Mollicutes | 892,758                   | 691             | [ 51 ]     |
| Mycoplasma hyopneumoniae | 7448      | Firmicutes Mollicutes | 920,079                   | 663             | [ 52 ]     |
| Mycoplasma hyopneumoniae | J         | Firmicutes Mollicutes | 897,405                   | 665             | [ 52 ]     |
| Mycoplasma mobile        | 163K      | Firmicutes Mollicutes | 777,079                   | 635             | [ 53 ]     |
| Mycoplasma mycoides      | SC        | Firmicutes Mollicutes | 1,211,703                 | 1,016           | [ 54 ]     |
| Mycoplasma penetrans     | HF2       | Firmicutes Mollicutes | 1,358,633                 | 1,037           | [ 55 ]     |
| Mycoplasma pneumoniae    | M129      | Firmicutes Mollicutes | 816,394                   | 688             | [ 56 ]     |
| Mycoplasma pulmonis      | UAB       | Firmicutes Mollicutes | 963,879                   | 782             | [ 57 ]     |
| Mycoplasma synoviae      | 53        | Firmicutes Mollicutes | 799,476                   | 672             | [ 52 ]     |
| Phytoplas maasteris      | AYWB      | Firmicutes Mollicutes | 706,569                   | 671             | Non publié |
| Phytoplas maasteris      | OY        | Firmicutes Mollicutes | 860,631                   | 754             | [ 58 ]     |
| Ureaplasma urealyticum   | serovar3  | Firmicutes Mollicutes | 751,719                   | 611             | [ 59 ]     |

#### Clostridia
| Espèce                            | Souche    | Type                  | Nombre de paires de bases | Nombre de gènes | Référence  |
| --------------------------------- | --------- | --------------------- | ------------------------- | --------------- | ---------- |
| Carboxydothermus hydrogenoformans | Z2901     | Firmicutes Clostridia | 2,401,520                 | 2,620           | Non publié |
| Clostridium acetobutylicum        | ATCC824   | Firmicutes Clostridia | 3,940,880                 | 3,672           | [ 60 ]     |
| Clostridium difficile             | QCD-32g58 | Firmicutes Clostridia | 3,840,681                 |                 | Non publié |
| Clostridium perfringens           | 13        | Firmicutes Clostridia | 3,031,430                 | 2,660           | [ 61 ]     |
| Clostridium tetani                | E88       | Firmicutes Clostridia | 2,799,251                 | 2,373           | [ 62 ]     |
| Desulfitobacterium hafniense      | Y51       | Firmicutes Clostridia | 5,727,534                 | 5,060           | [ 63 ]     |
| Moorella thermoacetica            | ATCC39073 | Firmicutes Clostridia | 2,628,784                 | 2,465           | Non publié |
| Thermoanaerobacter tengcongensis  | MB4T      | Firmicutes Clostridia | 2,689,445                 | 2,588           | Non publié |

#### Bacilli
| Espèce                       | Souche        | Type               | Nombre de paires de bases | Nombre de gènes | Référence  |
| ---------------------------- | ------------- | ------------------ | ------------------------- | --------------- | ---------- |
| Bacillus anthracis           | Ames          | Firmicutes Bacilli | 5,227,293                 | 5,311           | [ 64 ]     |
| Bacillus anthracis           | Sterne        | Firmicutes Bacilli | 5,228,663                 | 5,287           | Non publié |
| Bacillus cereus              | ATCC10987     | Firmicutes Bacilli | 5,224,283                 | 5,603           | [ 65 ]     |
| Bacillus cereus              | ATCC14579     | Firmicutes Bacilli | 5,411,809                 | 5,234           | [ 66 ]     |
| Bacillus cereus              | ZK            | Firmicutes Bacilli | 5,300,915                 | 5,134           | Non publié |
| Bacillus clausii             | KSMK16        | Firmicutes Bacilli | 4,303,871                 | 4,108           | [ 67 ]     |
| Bacillus halodurans          | C125          | Firmicutes Bacilli | 4,202,352                 | 4,066           | [ 68 ]     |
| Bacillus licheniformis       | ATCC14580     | Firmicutes Bacilli | 4,222,334                 | 4,152           | [ 69 ]     |
| Bacillus licheniformis       | Non spécifié  | Firmicutes Bacilli | 4,222,645                 | 4,196           | [ 70 ]     |
| Bacillus licheniformis       | DSM13         | Firmicutes Bacilli | 4,222,645                 | 4,196           | [ 70 ]     |
| Bacillus subtilis            | 168           | Firmicutes Bacilli | 4,214,630                 | 4,106           | [ 71 ]     |
| Bacillus thuringiensis       | 9727          | Firmicutes Bacilli | 5,237,682                 | 5,117           | Non publié |
| Enterococcus faecalis        | V583          | Firmicutes Bacilli | 3,218,031                 | 3,113           | [ 72 ]     |
| Geobacillus kaustophilus     | HTA426        | Firmicutes Bacilli | 3,544,776                 | 3,498           | [ 73 ]     |
| Lactobacillus acidophilus    | NCFM          | Firmicutes Bacilli | 1,993,564                 | 1,864           | [ 74 ]     |
| Lactobacillus delbrueckii    | bulgaricus    | Firmicutes Bacilli | 1,864,998                 | 2,096           | Non publié |
| Lactobacillus johnsonii      | NCC533        | Firmicutes Bacilli | 1,992,676                 | 1,821           | [ 75 ]     |
| Lactobacillus plantarum      | WCFS1         | Firmicutes Bacilli | 3,308,274                 | 3,051           | [ 75 ]     |
| Lactobacillus sakei          | 23K           | Firmicutes Bacilli | 1,884,661                 | 1,885           | Non publié |
| Lactobacillus sakei          | sakei23K      | Firmicutes Bacilli | 1,884,661                 | 1,885           | Non publié |
| Lactobacillus salivarius     | UCC118        | Firmicutes Bacilli | 1,827,111                 | 1,717           | Non publié |
| Lactococcus lactis           | IL1403        | Firmicutes Bacilli | 2,365,589                 | 2,266           | [ 76 ]     |
| Listeria innocua             | Clip11262     | Firmicutes Bacilli | 3,011,208                 | 2,981           | [ 77 ]     |
| Listeria monocyto            | EGD           | Firmicutes Bacilli | 2,944,528                 | 2,855           | [ 77 ]     |
| Listeria monocyto            | 4b            | Firmicutes Bacilli | 2,905,187                 | 2,821           | [ 78 ]     |
| Oceanobacillus iheyensis     | HTE831        | Firmicutes Bacilli | 3,630,528                 | 3,496           | [ 79 ]     |
| Staphylococcus aureus        | COL           | Firmicutes Bacilli | 2,809,422                 | 2,673           | [ 80 ]     |
| Staphylococcus aureus        | MRSA252       | Firmicutes Bacilli | 2,902,619                 | 2,744           | [ 81 ]     |
| Staphylococcus aureus        | MSSA476       | Firmicutes Bacilli | 2,799,802                 | 2,619           | [ 81 ]     |
| Staphylococcus aureus        | Mu50          | Firmicutes Bacilli | 2,878,529                 | 2,699           | [ 82 ]     |
| Staphylococcus aureus        | MW2           | Firmicutes Bacilli | 2,820,462                 | 2,632           | [ 83 ]     |
| Staphylococcus aureus        | N315          | Firmicutes Bacilli | 2,814,816                 | 2,593           | [ 82 ]     |
| Staphylococcus aureus        | NCTC8325      | Firmicutes Bacilli | 2,821,361                 | 2,892           | Non publié |
| Staphylococcus aureus        | RF122         | Firmicutes Bacilli | 2,742,531                 | 2,589           | Non publié |
| Staphylococcus aureus        | USA300        | Firmicutes Bacilli | 2,872,769                 | 2,560           | [ 84 ]     |
| Staphylococcus epidermidis   | ATCC12228     | Firmicutes Bacilli | 2,499,279                 | 2,419           | Non publié |
| Staphylococcus epidermidis   | RP62A         | Firmicutes Bacilli | 2,616,530                 | 2,494           | [ 80 ]     |
| Staphylococcus haemolyticus  | JCSC1435      | Firmicutes Bacilli | 2,685,015                 | 2,678           | [ 85 ]     |
| Staphylococcus saprophyticus | saprophyticus | Firmicutes Bacilli | 2,516,575                 | 2,446           | [ 86 ]     |
| Streptococcus agalactiae     | A909          | Firmicutes Bacilli | 2,127,839                 | 1,996           | [ 87 ]     |
| Streptococcus agalactiae     | NEM316        | Firmicutes Bacilli | 2,211,485                 | 2,134           | [ 88 ]     |
| Streptococcus agalactiae     | V2603         | Firmicutes Bacilli | 2,160,267                 | 2,124           | [ 89 ]     |
| Streptococcus mutans         | UAB159        | Firmicutes Bacilli | 2,030,921                 | 1,960           | [ 90 ]     |
| Streptococcus pneumoniae     | R6            | Firmicutes Bacilli | 2,038,615                 | 2,043           | [ 91 ]     |
| Streptococcus pneumoniae     | TIGR4         | Firmicutes Bacilli | 2,160,842                 | 2,125           | [ 92 ]     |
| Streptococcus pyo            | M5Manfredo    | Firmicutes Bacilli | 1,841,271                 |                 | Non publié |
| Streptococcus pyo            | MGAS10270     | Firmicutes Bacilli | 1,928,252                 | 1,987           | [ 93 ]     |
| Streptococcus pyo            | MGAS10394     | Firmicutes Bacilli | 1,899,877                 | 1,886           | [ 94 ]     |
| Streptococcus pyo            | MGAS10750     | Firmicutes Bacilli | 1,937,111                 | 1,979           | [ 93 ]     |
| Streptococcus pyo            | MGAS2096      | Firmicutes Bacilli | 1,860,355                 | 1,898           | [ 93 ]     |
| Streptococcus pyo            | MGAS315       | Firmicutes Bacilli | 1,900,521                 | 1,865           | [ 95 ]     |
| Streptococcus pyo            | MGAS5005      | Firmicutes Bacilli | 1,838,554                 | 1,865           | [ 96 ]     |
| Streptococcus pyo            | MGAS6180      | Firmicutes Bacilli | 1,897,573                 | 1,894           | [ 97 ]     |
| Streptococcus pyo            | MGAS8232      | Firmicutes Bacilli | 1,895,017                 | 1,845           | [ 98 ]     |
| Streptococcus pyo            | MGAS9429      | Firmicutes Bacilli | 1,836,467                 | 1,877           | [ 93 ]     |
| Streptococcus pyo            | SF370         | Firmicutes Bacilli | 1,852,441                 | 1,696           | [ 99 ]     |
| Streptococcus pyo            | SSI1          | Firmicutes Bacilli | 1,894,275                 | 1,861           | [ 100 ]    |
| Streptococcus thermophilus   | CNRZ1066      | Firmicutes Bacilli | 1,796,226                 | 1,915           | [ 101 ]    |
| Streptococcus thermophilus   | LMG18311      | Firmicutes Bacilli | 1,796,846                 | 1,889           | [ 101 ]    |